# إيسيدرو غوتيريز
إيسيدرو غوتيريز (بالإسبانية: Isidro Gutiérrez) (21 أكتوبر 1989 في السلفادور - ) هو لاعب كرة قدم سلفادوري في مركز الهجوم. شارك مع منتخب السلفادور تحت 21 سنة لكرة القدم ‏ ومنتخب السلفادور تحت 23 سنة لكرة القدم ومنتخب السلفادور لكرة القدم. أما مع النوادي، فقد لعب مع نادي موتاجوا ‏ ونادي أليانزا ‏ وليمنيو ديبورتيفو ‏ ونادي أكويلا.

## وصلات خارجية
- إيسيدرو غوتيريز على موقع قاعدة بيانات كرة القدم.إي يو (الإنجليزية)
- إيسيدرو غوتيريز على موقع ناشيونال فوتبول تيمز (الإنجليزية)